# Carl Woitschach
Carl Woitschach (* 29. Februar 1864 in Posen; † 24. Mai 1939 in Berlin) war Musikdirektor und Komponist.
Woitschach war Dirigent mehrerer Orchester wie dem „Berliner Tonkünstler-Orchester“, dem „Großes Blasorchester“, dem „Salon-Orchester“ und dem „Odeon-Orchester“ und gründete das „Berliner Blasorchester“. Woitschach sprach fließend Französisch und war Musikdirektor bei Telefunken. Aus seiner Ehe mit einer Französin entstammt sein Sohn Paul Woitschach (1908–1981), der ebenfalls Dirigent war.
In den zwanziger und dreißiger Jahren spielte Woitschach auch Märsche der deutschen kolonialen Schutztruppen ein. Bei der Pflege deutschen und österreichischen Marschgutes nahm Carl Woitschach und sein Blasorchester eine hervorragende Sonderstellung ein, indem über lange Jahre exzellente Musiker für seine Einspielungen und sogar Mitglieder der Berliner Philharmoniker bei ihm spielten.
Woitschach nahm den „Sozialistenmarsch“ und die „Marseillaise“ wie auch Stücke von John Philip Sousa auf. Später dirigierte er das „Große Blasorchester“ in Gesangsbegleitung des SA-Sturm 33 Hans Maikowski (Telefunken A 1393, 1933).
Woitschach wurde auf dem Luther-Friedhof in Berlin-Lankwitz begraben.

## Medien
- Alk (Media – Arte) Historische Marschmusik Vol. 2. 2002.